# Szłegowo
Szłegowo lub Šlegovo (maced. Шлегово) – wieś w północno-wschodniej Macedonii Północnej, w gminie Kratowo.